# Hsaing waing

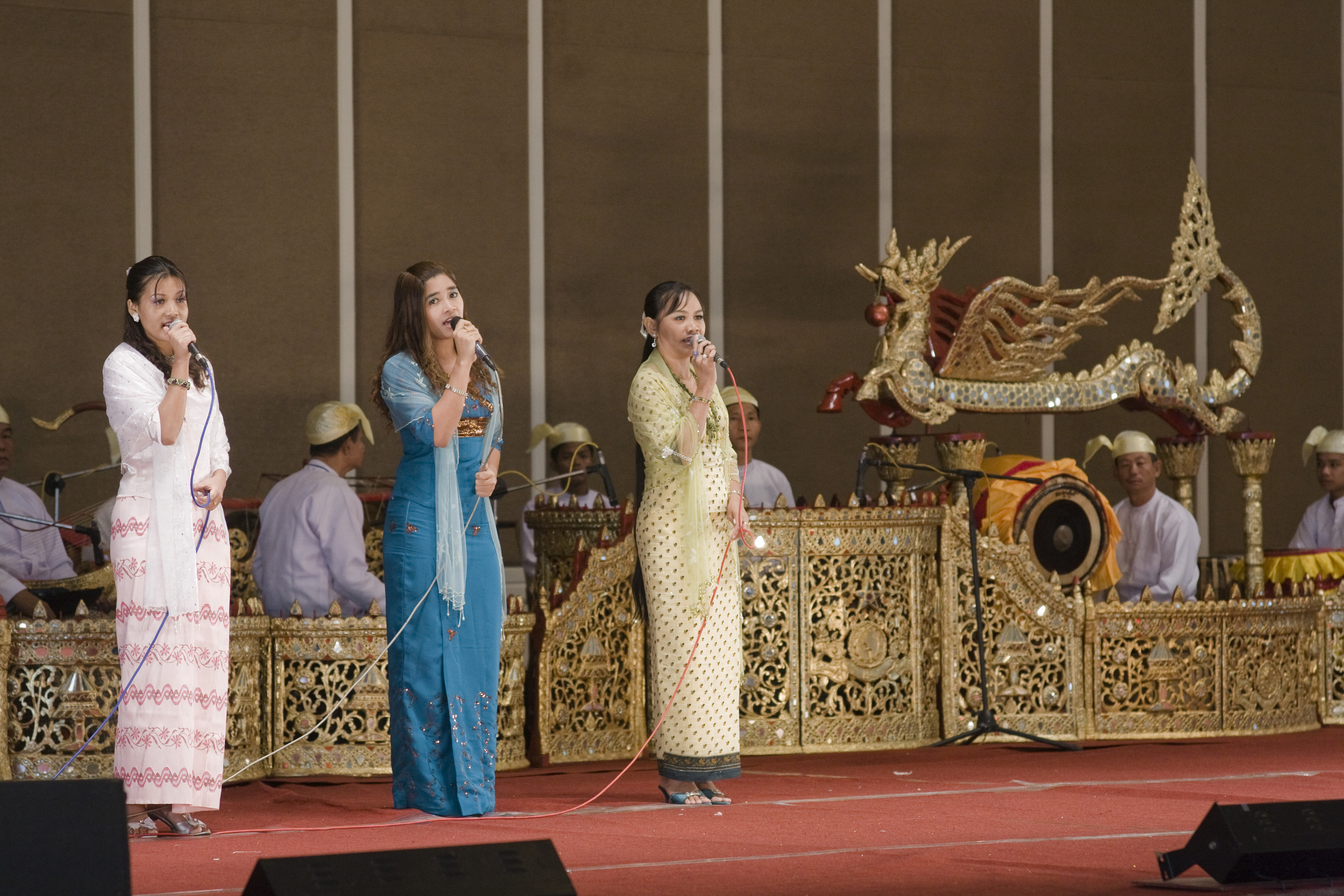
Hsaing waing ubicado en segundo plano detrás de las cantantes.

El hsaing waing (birmano: ဆိုင်း ဝိုင်း, pronunciado [sʰáiɴ wáiɴ]; también deletreado saing waing) es un conjunto musical folclórico tradicional birmano, que consta de varios gongs y tambores diferentes, así como otros instrumentos, dependiendo de la naturaleza de la actuación. Estos incluyen hne (un tubo de doble caña), pat waing (un conjunto de 21 tambores en círculo), kyi waing (pequeños gongs de bronce en un marco circular), maung hsaing (gongs de bronce más grandes en un marco rectangular), y también chauk lon pat (un conjunto de 8 tambores afinados) y si y wa (campana y badajo). Para actuaciones más formales y clásicas, el conjunto puede estar acompañado por el saung gauk, el arpa birmana, la pattala, un xilófono birmano o el piano y el violín, ambos introducidos durante el dominio colonial. Los músicos de Hsaing Waing usan una escala hemitónica y anhemitónica similar a la utilizada por los músicos gamelan indonesios.
La música del hsaing waing se caracteriza por sus contrastes y cambios vivos y repentinos en el ritmo, la melodía y el tempo. Las actuaciones de baile de Anyeint, así como las representaciones de 
nat gadaw y marionetas, están acompañadas por la música del hsaing waing, con los cambios repentinos en el ritmo musical reflejados en las poses cambiantes del bailarín. Sin embargo, el canto clásico, derivado de la música de cámara real, se acompaña casi exclusivamente de un conjunto clásico o de un solo saung gauk.
Aunque los orígenes de la hsaing waing no están claros, la primera evidencia pictórica data del siglo XVII, coincidiendo con la invasión birmana del reino de Ayutthaya, que puede haber recuperado el concepto del conjunto de gong y tambor, aunque la hsaing waing difiere mucho en su diversidad de instrumentos y estilo musical de conjuntos tailandeses. Muchos de los instrumentos son muy similares a la tradición Piphat mon, que tiene sus orígenes en el pueblo Mon, por lo que posiblemente tenga los mismos orígenes.